# 202599 Harkanyi
202599 Harkanyi este o planetă minoră (asteroid) din centura de asteroizi. A fost descoperită pe 24 aprilie 2006 la Piszkéstetői Obszervatórium⁠(d) de Krisztián Sárneczky⁠(d). 
Obiectul prezintă o orbită caracterizată de o semiaxă mare de 2,4739060429187 UAi, o excentricitate de 0,14824560573017, o înclinație de 5,3132586943396 ° în raport cu ecliptica.